# Lucius Aemilius Paternus
Lucius Aemilius Paternus (vollständige Namensform Lucius Aemilius Luci filius Galeria Paternus) war ein im 1. und 2. Jahrhundert n. Chr. lebender Angehöriger des römischen Ritterstandes (Eques). Durch eine Inschrift, die in Aeso gefunden wurde, ist seine militärische Laufbahn bekannt.

## Leben
Paternus übte zunächst die zivile Tätigkeit eines Praefectus fabrum aus. Im Anschluss trat er im Range eines Centurios in die Legio VII Gemina ein, die ihr Hauptlager in León in der Provinz Hispania Tarraconensis hatte. Danach diente er als Centurio in drei weiteren Legionen (in dieser Reihenfolge): in der Legio I Minervia, die ihr Hauptlager in Bonna in Germania inferior hatte, in der Legio VII Claudia, die ihr Hauptlager in Viminacium in Moesia superior hatte und zuletzt entweder in der Legio XIII Gemina oder in der Legio XIIII Gemina.
Im Anschluss wurde Paternus zunächst Centurio in einer Cohors urbana in Rom und danach Centurio in der Cohors IIII praetoria. Er erhielt den Rang eines Trecenarius und diente in der Legio II Augusta, die ihr Hauptlager in Isca Silurum in der Provinz Britannia hatte. In dieser Legion wurde er noch Primus Pilus, was den Höhepunkt seiner Karriere darstellte.
Paternus erhielt durch Trajan (98–117) bei drei Anlässen militärische Auszeichnungen (ter donis donato ab Imperatore Traiano). Ihm wurden Torques, Armillae, Phalerae und eine Corona vallaris verliehen; dies geschah zwei Mal während der Dakerkriege (bis in Dacia) und einmal während des Partherkriegs (semel in Parthia).
Paternus war in der Tribus Galeria eingeschrieben und stammte wahrscheinlich aus Aeso. Seine Familie gehörte vermutlich dem Ritterstand an, da durch eine weitere Inschrift belegt ist, dass der Bruder von Paternus, Marcus Aemilius Fraternus ebenfalls Praefectus fabrum und danach Tribunus militum war. In Aeso wurde eine weitere, unvollständig erhaltene Inschrift gefunden, die Paternus zu Ehren errichtet wurde.
Die Inschrift mit seiner Laufbahn wird bei der Epigraphik-Datenbank Clauss-Slaby (EDCS) auf 114/117 datiert. James Robert Summerly datiert die Laufbahn von Paternus in einen Zeitraum zwischen 96 und 125.

## Inschrift CIL II, 4461
Die Inschrift ist an mehreren Stellen beschädigt. Von Historikern wurden verschiedene Stellen unterschiedlich gelesen.

### Legio VII Claudia
Die Lesung bei der EDCS ist leg(ionis) VII Cl(audiae). James Robert Summerly gibt leg(ionis) VII C(laudiae) p(iae) f(idelis) an.

### Legio XIII(I) Gemina
Von Historikern wurde entweder die Legio XIII Gemina, die in Pannonien stationiert war oder die Legio XIIII Gemina, die ihr Hauptlager in Carnuntum in Pannonia superior hatte, gelesen.
In den Inscriptiones Latinae selectae (ILS) ist unter der Nr. 2661 die Legio XIII Gemina angegeben; James Robert Summerly und Brian Dobson geben ebenfalls die Legio XIII Gemina an. Die Lesung bei der EDCS ist dagegen legionis XIIII Geminae; die Lesung bei der Epigraphische Datenbank Heidelberg (EDH) ist ebenfalls legionis XIIII geminae. Juan Manuel Abascal Palazón gibt die Legio XIIII Gemina an.

### Cohors urbana
Von Historikern wurde entweder die Cohors IIII urbana oder die Cohors X urbana gelesen. Die Lesung bei der EDCS ist cohortis IIII urbanae. Bei der ILS findet sich in der Anmerkung 2) centurio cohortis quartae praetoriae (Mommsen eph. ep. 4 p. 242). James Robert Summerly, Brian Dobson, Juan Manuel Abascal Palazón, die ILS und die EDH geben dagegen die Cohors X urbana an.

### Trecenarius
Die Lesung bei der EDCS und der EDH ist CCC(trecenario) |(centurioni) leg(ionis) II Au(gustae). Die Lesung der ILS ist CCC leg II Au[g]. James Robert Summerly und Brian Dobson lesen trecenario legionis II Augustae und geben an, dass Paternus als Trecenarius in der Legio II Augusta diente.